# Sphinx dollii
Sphinx dollii là một loài bướm đêm thuộc họ Sphingidae. Nó được tìm thấy ở arid brushlands và desert foothills from Nevada và miền nam California phía đông through Utah, Arizona, Colorado, và from New Mexico to Oklahoma và Texas.
Sải cánh dài 45–63 mm. There is one generation con trưởng thành bay từ tháng 6 đến tháng 8.
Ấu trùng ăn Juniperus species, bao gồm Juniperus deppeana.